# David Jackson (cestista 1982)
David Wayne Jackson jr. (Rockville, 12 agosto 1982) è un cestista statunitense.

## Carriera

### High school
Jackson ha frequentato la High Point High School di Beltsville, Maryland, dove ha iniziato a giocare come playmaker. Alla fine della stagione 2000-2001, Jackson subì un infortunio al piede il quale non gli permise di entrare automaticamente nel mondo del college basketball, oltre ad un basso punteggio nel test ACT, dovendo così rinunciare all'unica proposta che gli era stata fatta dal Gettysburg College.
Dopo il diploma della high school, Jackson ha lavorato in una residenza sanitaria prima di iscriversi alla Bonner Academy, una scuola di preparazione al college di Raleigh, Carolina del Nord, cercando di migliorare i propri voti così da svolgere il SAT in modo tale da poter giocare con una squadra di NCAA Division I.

### College
Jackson ha visitato diversi college in Florida prima di iscriversi al Gulf Coast Community College di Panama City, Florida. Nei suoi primi due anni, è stato eletto nell'All-Panhandle Conference e nel suo secondo anno ha totalizzato una media di 18,2 punti, 6,4 rimbalzi e 3,5 assist a partita, ottenendo anche la miglior percentuale nel tiro da 3 di tutta la Florida con il suo 55%.
Le sue performance con la maglia del Gulf Coast, attirarono l'attenzione di diversi college di Division I, tali da fargli avere offerte da Auburn, Penn State, West Virginia e South Carolina. Jackson restrinse la scelta tra Auburn e Penn State, firmando con quest'ultima nell'aprile 2005. Jackson decise di vestire la maglia numero 32, diventando subito titolare e rimanendolo per le 30 gare giocate, chiudendo la stagione con una media di 6,7 punti, 3,2 rimbalzi e 2,9 assist in 29,2 minuti a partita, quinto giocatore della squadra per punti segnati, quarto in rimbalzi e secondo in assist, tirando con il 37,1% dal campo e con il 29,3% da tre. Nella stagione successiva, venne affiancato da un altro David Jackson (meglio conosciuto come DJ Jackson), partendo titolare per 21 volte su 30 partite, totalizzando 6,6 punti, 3,1 rimbalzi e 2,3 assist di media in 24,8 minuti giocati e chiudendo la stagione con il 41,7% dal campo, il 37,1% da tre e l'83,6% dalla linea del tiro libero.

### Inizi da professionista

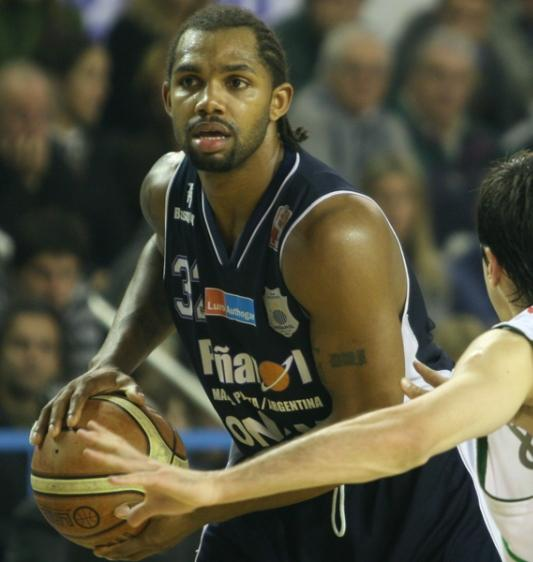
Jackson con la maglia del Peñarol

Al termine del college, Jackson era automaticamente eleggibile per il draft NBA, ma non venne scelto da nessuna squadra. Decise quindi di firmare per il Defensor Sporting in Uruguay, giocando 42 partite in Liga Uruguaya de Basketball, chiudendo la stagione con 21 punti di media a partita ed un career-high di 38 punti nella partita giocata contro il Soriano, giocando anche la FIBA Americas League dove in sei partite realizzò una media di 24.5 punti, 3.2 rimbalzi e 3.7 assist, tirando con il 57.1% dal campo, il 45.2% da tre punti e l'82.4% ai tiri liberi. A marzo 2008, Jackson si sposta a Porto Rico, firmando con i Grises de Humacao con i quali gioca 11 partite di Baloncesto Superior Nacional, chiudendo la stagione con 8.1 punti, 4.3 rimbalzi e 2.4 assist di media.
Nello stesso anno firma con il Peñarol Mar del Plata, con il quale gioca 58 partite, tenendo una media di 18,4 punti, 3,7 rimbalzi, 1,8 assist e 1,4 palle rubate a partita, tirando con il 55,4% dal campo ed il 50,4% da tre; grazie a queste medie, vince il premio di MVP, primo straniero a riuscirci. A giugno 2009, si trasferisce a La Unión, dove nella sua prima stagione guida la lega in punti segnati (18.9 di media), vincendo il titolo di miglior marcatore, grazie anche al 57,7% dal campo (43.8% da tre) ed all'86,6% dalla linea del tiro libero. Jackson rimane a La Unión anche nella stagione successiva, chiusa con 51 gare giocate e 19,4 punti, 3,7 rimbalzi e 1,5 assist di media.

### Brasile
Nel 2011 si sposta in Brasile, firmando con il Flamengo, squadra con cui vince il Campeonato Carioca Estadual de Basquete; si sposta poi in Venezuela giocando per il Guaiqueríes de Margarita. Jackson torna poi al Flamengo, giocando la stagione 2011-2012 di NBB, giocando 38 partite con una media di 32.2 minuti a partita, insieme a 16.2 punti, 2.7 rimbalzi e 2.4 assist di media, oltre al 61.6% dal campo, 49.6% da tre e 92.5% dalla linea del tiro libero, registrando così una stagione 60-40-90. Jackson ha giocato anche la Liga Sudamericana de Básquetbol del 2011 con la maglia del Fla, venendo però eliminato al secondo turno. Nel 2012 torna in Argentina, firmando con la Gimnasia Indalo, diventando così il primo giocatore straniero a firmare per El Verde. In 50 partite giocate, Jackson mette a segno 17,6 punti, 3,1 rimbalzi ed 1,9 assist di media, tirando con il 56,6% dal campo, il 44% da tre e con il 91,2% dalla linea di tiro libero.
Nell'aprile 2013 torna a Porto Rico firmando con i Cangrejeros de Santurce con i quali gioca 35 partite; torna poi in Brasile, vestendo la maglia del Winner/Kabum Limeira dall'agosto dello stesso anno, giocando sia il Campeonato Paulista, sia in NBB. Chiude la stagione 2013-2014 di NBB con 20,6 punti, 4 rimbalzi e 2,3 assist in 32,5 minuti a partita, giocando 37 match e tirando con il 48,8% da tre e il 92,9% dalla linea del tiro libero; viene inoltre inserito nell'All-NBB Team, oltre alla vittoria del titolo di MVP e del titolo di miglior giocatore straniero. Nella stagione successiva, sempre con la maglia del Limeira, nelle 34 partite giocate, Jackson segna 16,6 punti, oltre a 3,8 rimbalzi e 3,2 assist di media, chiudendo la stagione con il 94,8% dai liberi, suo career-best.

### Quimsa e Vasco da Gama
Nel 2015 lascia il Brasile e si unisce al Quimsa, squadra argentina con sede a Santiago del Estero. Nelle 47 partite di campionato, Jackson chiude con 13,7 punti, 4,1 rimbalzi e 2 assist di media, mentre nelle sei partite di FIBA Americas League si ferma ad 8,3 punti e 4,7 rimbalzi. Successivamente firma con il Vasco da Gama, club con il quale vince la Liga Ouro, riportando così il Vascão in NBB.
Nella stagione 2016-17 torna al Quimsa per poi rifirmare con il Vasco da Gama, squadra con la quale gioca la NBB, registrando 17 punti di media in 27 partite, tirando con il 44,4% da tre. Resta con il Vasco da Gama anche nella stagione successiva, chiusa con 15,4 punti e 31,4 minuti giocati di media in 27 presenze.

### Franca
A giugno 2018 firma con il Franca, vincendo subito il Campeonato Paulista e la Liga Sudamericana, giocando anche la stagione 2018-19 di NBB, chiusa con 16,7 punti, 4,1 rimbalzi e 2,7 assist in 30,5 minuti giocati di media, tirando con il 46,9% da tre in 35 partite giocate.

## Statistiche

### College
| Anno      | Squadra    | PG | PT | MP   | TC%  | 3P%  | TL%  | RP  | AP  | PRP | SP  | PP  |
| --------- | ---------- | -- | -- | ---- | ---- | ---- | ---- | --- | --- | --- | --- | --- |
| 2005-2006 | Penn State | 30 | 30 | 29,2 | 37,1 | 29,3 | 71,7 | 3,2 | 2,9 | 0,9 | 0,1 | 6,7 |
| 2006-2007 | Penn State | 30 | 21 | 24,8 | 41,7 | 37,1 | 83,6 | 3,1 | 2,3 | 0,9 | 0,0 | 6,6 |
| Carriera  |            | 60 | 51 | 27,0 | 39,2 | 32,7 | 77,4 | 3,2 | 2,6 | 0,9 | 0,1 | 6,7 |

### Club
| Stagione        | Squadra                 | Competizione      | Partite | Partite | Partite | Statistiche tiro | Statistiche tiro | Statistiche tiro | Altre statistiche | Altre statistiche | Altre statistiche | Altre statistiche | Altre statistiche |
| Stagione        | Squadra                 | Competizione      | Pres.   | Titol.  | Minuti  | Tiri da 2        | Tiri da 3        | Liberi           | Rimb.             | Assist            | Rubate            | Stopp.            | Punti             |
| --------------- | ----------------------- | ----------------- | ------- | ------- | ------- | ---------------- | ---------------- | ---------------- | ----------------- | ----------------- | ----------------- | ----------------- | ----------------- |
| 2011-2012       | Flamengo                | NBB               | 38      | 35      | 1224    | 205/356          | 70/141           | 136/147          | 101               | 90                | 42                | 3                 | 616               |
| 2012            | Flamengo                | Liga Sudamericana | 5       | 5       | 152     | 28/54            | 9/22             | 8/13             | 16                | 14                | 5                 | 1                 | 73                |
| 2012-2013       | Gimnasia Indalo         | BSN               | 51      | 50      | 1703    | 286/549          | 93/197           | 248/271          | 160               | 94                | 49                | 8                 | 897               |
| 2012-2013       | Cangrejeros de Santurce | LNB               | 35      | 31      | 1036    | 184/371          | 54/129           | 109/120          | 131               | 100               | 36                | 0                 | 531               |
| 2013-2014       | Cangrejeros de Santurce | LNB               | 22      | 3       | 520     | 88/187           | 24/55            | 57/65            | 78                | 59                | 22                | 0                 | 257               |
| 2013-2014       | Winner/Kabum Limeira    | NBB               | 37      | 36      | 1201    | 242/447          | 80/164           | 197/212          | 147               | 86                | 42                | 6                 | 761               |
| 2014-2015       | Winner/Kabum Limeira    | NBB               | 34      | 33      | 1094    | 172/349          | 58/142           | 163/172          | 129               | 110               | 44                | 2                 | 565               |
| 2014-2015       | Winner/Kabum Limeira    | Liga Sudamericana | 6       | 5       | 187     | 29/64            | 12/35            | 22/24            | 22                | 17                | 14                | 1                 | 92                |
| 2016-2017       | Vasco da Gama           | NBB               | 27      | 27      | 903     | 144/284          | 59/133           | 113/126          | 117               | 75                | 49                | 6                 | 460               |
| 2017-2018       | Vasco da Gama           | NBB               | 27      | 25      | 850     | 124/233          | 55/124           | 112/127          | 144               | 98                | 26                | 7                 | 415               |
| 2018            | Franca                  | Liga Sudamericana | 7       | 7       | 202     | 26/34            | 12/28            | 21/28            | 22                | 15                | 2                 | 1                 | 109               |
| 2019-2020       | Franca                  | NBB               | 25      | 24      | 795     | 137/263          | 48/109           | 106/112          | 114               | 79                | 25                | 12                | 428               |
| 2019-2020       | Franca                  | BCL               | 7       | 6       | 228     | 45/72            | 19/33            | 15/17            | 29                | 25                | 12                | 2                 | 124               |
| Totale carriera | Totale carriera         | Totale carriera   | 321     | 287     | 10095   | 1710/3263        | 593/1312         | 1307/1434        | 1210              | 862               | 368               | 49                | 5328              |

## Palmarès

### Squadra
- Liga Sudamericana: 1

Franca: 2018
- Coppa Intercontinentale: 1

Franca: 2023

### Individuale
- MVP Coppa Intercontinentale: 1

Franca: 2023